# Аца Живановић
Александар Живановић (Крагујевац, 17. мај 1990) српски је певач.

## Биографија
Живановић је рођен 17. маја 1990. године у Крагујевцу. До своје петнаесте године је живео у Тополи након чега се сели у Београд где је уписао средњу музичку школу Станковић. Током школовања је постигао веома добре резултате и унапредио свој таленат за музику.
Почео је да пева са пет година и учествовао је на многим фестивалима. Године 2003. је на фесту извео песму „Чија си” Тошета Проеског и освојио прву награду. Године 2014. је на дечјем фестивалу „Деца певају хитове” наступио са својом првом песмом „Да сам знао” коју је добио као победник фестивала.

## Каријера
Живановић стиче славу 2008. године, учествовањем у музичком такмичењу Звезде Гранда, где је испао у првом кругу. Свој деби албум Где после тебе објављује 2012. године за за Gold Audio Video.
Након паузе, Живановић 2014. године постаје учесник музичког такмичења Пинкове звезде, где долази до полуфинала. Годину дана касније, 2015. године постаје учесник ријалити-шоуа Фарма, где осваја седмо место у финалу.

## Дискографија

### Албуми
- Где после тебе (2012)

### Синглови
- Неко хоће ноћас да те чује (2010), нова верзија (2019)
- Пиле моје (2013)
- 1, 2, 3... (2014)
- Слатки грех (2014)
- И опет бих к'о пре (2016)
- Тотални пијанац (2016)
- Сети се (2017)
- Јави се (2017)
- Боли ме (2017)
- Ја те још увек волим (2019) дует са Габријелом Пејчев
- Слатки грех 2 (2019)
- Па нек боли (2019) дует са Анидом Ћушићем
- Опасна по живот (2020)
- Не изазивај рат (2012/2023)